# 亮叶报春
亮叶报春（学名：Primula hylobia），为报春花科报春花属下的一个植物种。